# Eucryptogona trichobathra
Eucryptogona trichobathra är en fjärilsart som beskrevs av Oswald Beltram Lower 1901. Eucryptogona trichobathra ingår i släktet Eucryptogona och familjen Eriocottidae. Inga underarter finns listade i Catalogue of Life.